# پاراگوئه در المپیک تابستانی ۲۰۲۴
کاروان المپیکی پاراگوئه، یکی از کاروان‌های شرکت‌کننده در بازی‌های المپیک تابستانی ۲۰۲۴ بود. این دوره از بازی‌ها از ۲۶ ژوئیه تا ۱۱ اوت ۲۰۲۴ (۵ تا ۲۱ امرداد ۱۴۰۳ خورشیدی) به میزبانی پاریس، پایتخت فرانسه برگزار شد. این حضور، هفدهمین حضور این کاروان در المپیک تابستانی بود. آنها در المپیک ۱۹۸۰ با پیروی از رهبری ایالات متحده در تحریم المپیک، غایب بودند و این حضور، چهاردهمین حضور پیاپی این کاروان بود. آن‌ها همچنان در پی کسب نخستین مدال طلای تاریخ خود در المپیک بودند، و در این دوره موفق به کسب هیچ مدالی نشدند.

## شرکت‌کنندگان
فهرست ورزشکاران این کاروان به شرح زیر است. قابل ذکر است شمار ورزشکاران ذخیره در این فهرست لحاظ نشده است.
| ورزش        | مردان | زنان | مجموع |
| ----------- | ----- | ---- | ----- |
| دو و میدانی | ۱     | ۱    | ۲     |
| فوتبال      | ۱۸    | ۰    | ۱۸    |
| گلف         | ۱     | ۰    | ۱     |
| جودو        | ۰     | ۱    | ۱     |
| روئینگ      | ۱     | ۱    | ۲     |
| شنا         | ۱     | ۱    | ۲     |
| والیبال     | ۰     | ۲    | ۲     |
| مجموع       | ۲۲    | ۶    | ۲۸    |